# Kapit, Medveđa
Kapit (izvirno srbsko Капит) je naselje v Srbiji, ki upravno spada pod Občino Medveđa; slednja pa je del Jablaniškega upravnega okraja.

## Demografija
V naselju živi 185 polnoletnih prebivalcev, pri čemer je njihova povprečna starost 36,1 let (35,0 pri moških in 37,4 pri ženskah). Naselje ima 64 gospodinjstev, pri čemer je povprečno število članov na gospodinjstvo 3,95.
|  |

| Demografija | Demografija     | Demografija     |
| Leto        | Št. prebivalcev | Št. prebivalcev |
| ----------- | --------------- | --------------- |
|             |                 |                 |
|             |                 |                 |
|             |                 |                 |
|             |                 |                 |
| 1948        | 360             |                 |
| 1953        | 394             |                 |
| 1961        | 445             |                 |
| 1971        | 466             |                 |
| 1981        | 425             |                 |
| 1991        | 304             | 300             |
| 2002        | 261             | 253             |
|             |                 |                 |

| Etnična sestava po popisu iz leta 2002 | Etnična sestava po popisu iz leta 2002 | Etnična sestava po popisu iz leta 2002 | Etnična sestava po popisu iz leta 2002 | Etnična sestava po popisu iz leta 2002 |
| -------------------------------------- | -------------------------------------- | -------------------------------------- | -------------------------------------- | -------------------------------------- |
| Albanci                                | Albanci                                |                                        | 245                                    | 96,83%                                 |
| Srbi                                   | Srbi                                   |                                        | 6                                      | 2,37%                                  |
| Neznano                                | Neznano                                |                                        | 2                                      | 0,79%                                  |